# Wälder am Flechtinger Höhenzug
Die Wälder am Flechtinger Höhenzug sind ein FFH-Gebiet in den Städten Haldensleben und Oebisfelde-Weferlingen und den Gemeinden Altenhausen und Hohe Börde im Landkreis Börde in Sachsen-Anhalt.

## Allgemeines
Das FFH-Gebiet ist circa 1041 Hektar groß (beim Bundesamt für Naturschutz ist die Größe mit 1031 Hektar angegeben). Es überschneidet sich zu einem großen Teil mit den Landschaftsschutzgebieten „Harbke-Allertal“ und „Flechtinger Höhenzug“. Die westlichste Teilfläche ist zu einem Teil als Naturschutzgebiet „Rehm“ ausgewiesen. Im FFH-Gebiet liegen mehrere Naturdenkmale. Das FFH-Gebiet ist durch die Landesverordnung zur Unterschutzstellung der Natura 2000-Gebiete im Land Sachsen-Anhalt (N2000-LVO LSA) seit dem 21. Dezember 2018 rechtlich gesichert. Ein Teil des FFH-Gebietes ist Bestandteil des 1961 ausgewiesenen Naturschutzgebietes „Rehm“. Zuständige untere Naturschutzbehörde ist der Landkreis Börde.

## Beschreibung
Das aus vier Teilflächen bestehende FFH-Gebiet liegt westlich von Haldensleben. Es umfasst mehrere Laubwaldgebiete des Flechtinger Höhenzuges. Vorherrschende Waldgesellschaften sind Buchenwälder in den Ausprägungen Waldmeister-Buchenwald und Hainsimsen-Buchenwald. Daneben sind Eichen-Hainbuchenwälder ausgebildet. Die Wälder verfügen über einen hohen Altholzanteil. Stellenweise sind Wiesen in die Wälder eingebettet.
Die Wälder beherbergen elf Fledermausarten, darunter Mopsfledermaus, Großes Mausohr, Braunes Langohr, Kleiner Abendsegler, Große und Kleine Bartfledermaus, Breitflügel-, Fransen-, Wasser- und Zwergfledermaus.